# Wim Hennings
Wilhelm Marie (Wim) Hennings (Amsterdam, 20 augustus 1905 - Soest, 24 september 1991) was een Nederlandse atleet, die was gespecialiseerd in de sprint. Hij nam eenmaal deel aan de Olympische Spelen, maar won hierbij geen medailles.

## Loopbaan
Hennings maakte in 1928 op 22-jarige leeftijd zijn olympische debuut. Op de Olympische Spelen van Amsterdam kwam hij uit op de 100 m. Hij sneuvelde in de eerste serie met een tijd van 11,4 s.
In zijn actieve tijd was hij aangesloten bij AAC in Amsterdam.
Hennings werkte als procuratiehouder op het kantoor van de Amsterdamse Ballast Mij (ABM). Hij overleed op 80-jarige leeftijd in Soest.

## Palmares

### 100 m
- 1928:  olympische selectiewedstrijden in Haarlem - onbekende tijd
- 1928: 4e in serie OS - 11,4 s